# Henrik Blakskjær
Henrik Blakskjær (8 de julio de 1971) es un deportista danés que compitió en vela en la clase Soling. 
Participó en los Juegos Olímpicos de Sídney 2000, obteniendo una medalla de oro en la clase Soling (junto con Jesper Bank y Thomas Jacobsen). Ganó una medalla de oro en el Campeonato Europeo de Soling de 2000.

## Palmarés internacional
| \| Juegos Olímpicos \| Juegos Olímpicos \| Juegos Olímpicos \| Juegos Olímpicos \| \| Año \| Lugar \| Medalla \| Clase \| \| ------------------ \| --------------------- \| ---------------- \| ---------------- \| \| 2000 \| Sídney (Australia) \| Medalla de oro \| Soling \| \| Campeonato Europeo \| \| \| \| \| Año \| Lugar \| Medalla \| Clase \| \| 2000 \| La Rochelle (Francia) \| Medalla de oro \| Soling \| |                       |                |        |
| Juegos Olímpicos |                       |                |        |
| Año | Lugar                 | Medalla        | Clase  |
| 2000 | Sídney (Australia)    | Medalla de oro | Soling |
| Campeonato Europeo |                       |                |        |
| Año | Lugar                 | Medalla        | Clase  |
| 2000 | La Rochelle (Francia) | Medalla de oro | Soling |